# 拜答寒
拜答寒（蒙古语转写：Baidaqan，羅馬化：Bāīdaghān，见《史集》），元朝皇族，察合台庶長子莫赤也别之孫。他为躲避察合台汗国内乱迁居河西走廊，成为安定王家族的始祖。

## 生平
莫赤也别虽为察合台诸子中最年长者，但因蒙古社会严格区分嫡庶，他未被视作继承人，其子孙事迹也几乎无记载。作为莫赤也别之子迭克失的儿子，拜答寒在拖雷家族内战后离开持续混乱的中亚，于1270年迁居元朝，并获封王爵。同年，拜答寒率领的游牧部族因迁徙疲惫，能维持游牧生活者被安置在准噶尔盆地西部的黄忽儿玉良，其余人则被收容在河西诸城（肃州、沙州、甘州）。
迁居元朝的察合台系宗王皆居住于河西地区，形成以哈密为据点的出伯家族为核心的松散政治体（出伯兀鲁思）。拜答寒常与出伯联手对抗海都势力，1290年（至元二十七年）曾与出伯共同击退将领章吉（兀孩的后裔）的军队。这种以哈密豳王家族为中心、周边察合台系宗王形成联合体的格局，明朝建立后延续为哈密卫（出伯家族）与安定卫（拜答寒家族）、沙州卫的关系。

## 子孙
帖木儿朝编纂的《高贵系谱》记载拜答寒之子为脱欢（Ṭūghān），对应汉文史籍中的“安定王脱欢”。脱欢于皇庆二年（1313年）被朝廷封为安定王，其家族此后以安定王为称。
泰定年间，脱欢之子朵儿只班继承安定王位，俄藏黑水城文献中记为“朶立只巴太子”“朶立只巴安定王”。
明朝初年，居住在撒里畏兀儿地区的安定王卜烟帖木儿于洪武七年遣使归附明朝，被认可为安定卫统治者。他被视作拜答寒家族后裔，安定卫即拜答寒家族的延续。
拜答寒安定王家
1. 拜答寒（Baidaqan，بایدغان）
2. 安定王脱欢（Toγan，طوغان）
3. 安定王朵儿只班（Dorǰibar）
4. 安定王卜烟帖木儿（Buyan Temür）